# August Burns Red
Az August Burns Red amerikai metalcore együttes 2003-ban alakult Lancasterben, Pennsylvania államban. Dalaik pozitív üzenetei miatt a keresztényi értékek hirdetőinek tartják a zenekart.
A felállása 2006-ban szilárdult meg, amikor a "JB" Brubaker (szólógitár), Brent Rambler (ritmusgitár) és Matt Greiner (dobok) alkotta csapathoz csatlakozott Jake Luhrs énekes valamint Dustin Davidson basszusgitáros. A Solid State kiadónál 2005-ben megjelent Thrill Seeker című első August Burns Red nagylemezen még Josh McManness énekelt. Második albumuk, a 2007-es Messengers került fel először a Billboard 200-as lemezeladási listájára. 2016-ban az együttest Grammy-díjra jelölték a "Best Metal Performance" kategóriában Identity című dalukért a 2015-ös Found in Far Away Places lemezről, illetve 2018-ban az Invisible Enemy dalukat az előző évben megjelent Phantom Anthem című albumról.

## Tagok
Jelenlegi felállás
- Jake Luhrs − ének (2006–napjainkig)
- John Benjamin "JB" Brubaker − szólógitár (2003–napjainkig)
- Brent Rambler − ritmusgitár (2003–napjainkig)
- Matt Greiner − dobok, ütősök (2003–napjainkig)
- Dustin Davidson − basszusgitár, billentyűs hangszerek (2006–napjainkig)

Korábbi tagok
- Jordan Tuscan − basszusgitár (2003–2006)
- Jon Hershey − ének (2003–2004)
- Josh McManness − ének  (2004–2006)

## Diszkográfia
- Looks Fragile After All (EP, 2004)
- Thrill Seeker (2005)
- Messengers (2007)
- Constellations (2009)
- Lost Messengers: The Outtakes (EP, 2009)
- Leveler (2011)
- August Burns Red Presents: Sleddin’ Hill (2012)
- Rescue & Restore (2013)
- Found in Far Away Places (2015)
- Phantom Anthem (2017)
- Constellations (Remixed, 2019)
- Guardians (2020)
- August Burns Red Presents: All i want for Christmas is you (2020)